# Chùa Phước Lâm
Chùa Phước Lâm, còn có tên là Chùa ông Miêng, là một ngôi chùa cổ tại ấp Xóm Chùa, xã Tân Lân, huyện Cần Đước, tỉnh Long An, Việt Nam.

## Lịch sử
Vào năm 1880, một lương y kiêm điền chủ ở làng Tân Lân, ông Bùi Văn Minh, đã đứng ra dựng chùa này vừa thờ Phật vừa làm từ đường cho dòng họ Bùi. Chùa có tên chữ Hán là Phước Lâm Tự (手林福), tuy nhiên dân gian thường gọi là Chùa ông Miêng do lệ cử tên húy ông Minh. Vì có công với làng nên ông Minh khi mất được dân chúng tôn làm hậu hiền và đưa vào phối tự trong đình Tân Lân.

## Kiến trúc
Nhìn về tổng thể, ngôi chùa gồm 3 phần: Chánh điện - hậu tổ, khu mộ tháp và nhà trù. Chánh điện là một ngôi nhà lớn được xây dựng theo kiểu bánh ít, có móng đá xanh, tường gạch,. Toàn bộ cột chùa chùa đều bằng danh mộc hình trụ tròn, được kê trên các chân tán đá xanh, liên kết với nhau bởi hệ thống xiên, vì kèo, sườn mái tạo cho không gian bên trong sự rộng rãi thoáng mát. Nội thất chánh điện chùa Phước Lâm còn giữ được những nét cổ kính dù trải qua nhiều lần trùng tu với hơn 40 tượng Phật, Bồ Tát, Ngọc Hoàng, Thị Giả, Thập Điện Diêm Vương, Thiện, Ác, Hộ pháp, Kim Cương...và nhiều bộ bao lam, hoành phi, liễn đối được sơn son thếp vàng rực rỡ. Đa số tượng Phật có chất liệu gỗ, đồng được chế tác từ thế kỷ XIX với một phong cách nghệ thuật mang đậm nét văn hóa Phật giáo Nam Bộ.
Đặc biệt kiến trúc mái nhà được sử dụng kết cấu đấu-củng theo phong cách kiến trúc thời Lý-Trần của Việt Nam, lợp ngói âm dương thanh lưu ly truyền thống. Đây là một công trình tiêu biểu cho việc phục dựng hình ảnh kiến trúc cổ Việt Nam đặc biệt là thời điểm huy hoàng trong thời Lý, Trần của Việt Nam.
| “                               | Chùa Phước Lâm tiêu biểu cho hình ảnh của một ngôi chùa cổ ở Nam Bộ, nhưng tiếc rằng ngôi già lam thể hiện một mảng văn hóa Phật giáo Nam Bộ này lại đang bị hư hại trầm trọng theo sự tàn phá nhanh chóng của thời gian | ” |
| — Nhà nghiên cứu Trần Hồng Liên | |   |

## Di tích Quốc gia
Ngày 28 tháng 12 năm 2001, Bộ Văn hóa – Thông tin (nay là Bộ Văn hóa, Thể thao và Du lịch) ban hành Quyết định số 53/2001-QĐ-BVHTT xếp hạng di tích kiến trúc nghệ thuật cấp quốc gia.